# Tuoba kozuensis
Tuoba kozuensis är en mångfotingart som först beskrevs av Yoshioki Takakuwa 1934.  Tuoba kozuensis ingår i släktet Tuoba och familjen storjordkrypare. Inga underarter finns listade i Catalogue of Life.